# It's My Party (sång)
"It's My Party" är en sång som Lesley Gore hade en hit med 1963. Den skrevs av Gold/Gottlieb/Gluck Jr./Wiener och producerades av Quincy Jones.
Coverversioner har spelats in av bland annat Bryan Ferry på hans album These Foolish Things från 1973.
En cover 1981 av Dave Stewart och Barbara Gaskin låg etta på brittiska singellistan. Det finns också en version på svenska som heter "Leva livet" med text av Stikkan Anderson. "Leva livet" har spelats in av artister som Lill-Babs (1963), Magnus Uggla Band (1979) och Lotta Engberg (1997). Lill-Babs version av "Leva livet" låg på Svensktoppen i fyra veckor under perioden 6 oktober 1963-26 juni 1964, med femteplats som högsta placering.
Titanix framförde låten i Dansbandskampen 2009, då också med den svenskspråkiga texten, då Lill-Babs var kvällens tema i deltävlingens andra omgång.

## Listplaceringar, Lesley Gore
| Lista (1963)   | Position          |
| -------------- | ----------------- |
| Storbritannien | 9                 |
| Sverige        | 20 (Kvällstoppen) |
| USA            | 1                 |

### Fotnoter
1. ↑  Ej att förväxla med Eurythmics David A. Stewart
2. ↑  Information i Svensk mediedatabas.
3. ↑  Information i Svensk mediedatabas.
4. ↑  Svensktoppen - 1964
5. ↑  ”Listplacering”. https://www.officialcharts.com/artist/10713/lesley-gore/. Läst 27 februari 2021.
6. ↑  Hallberg, Eric (1993). Kvällstoppen i P3 (1:a uppl.). ISBN 91-630-2140-4
7. ↑  ”Listplacering”. https://www.billboard.com/music/lesley-gore/chart-history. Läst 27 februari 2021.